# Abiotrofia
Abiotrofia – proces degeneracji komórek, zwłaszcza komórek nerwowych, który zachodzi bez wyraźnej przyczyny. Termin ten odnosi się do biologicznej granicy, po której komórka nie jest w stanie dłużej przetrwać.